# Parque Natural Peñón de Ifac
Parque Natural Peñón de Ifac är en park i Spanien.   Den ligger i provinsen Provincia de Alicante och regionen Valencia, i den östra delen av landet, 400 km sydost om huvudstaden Madrid. Parque Natural Peñón de Ifac ligger 260 meter över havet.
Terrängen runt Parque Natural Peñón de Ifac är kuperad åt nordväst, men åt nordost är den platt. Havet är nära Parque Natural Peñón de Ifac åt sydost. Närmaste större samhälle är Calp, 2,9 km väster om Parque Natural Peñón de Ifac. 